# الحدود العراقية التركية
الحدود العراقية التركية (بالكردية: Sînorê raqê–Tirkiye)‏ (بالتركية: Irak–Türkiye sınırı)‏ هي الشريط الحدودي بين العراق وتركيا يبلغ طولها 367 كيلومتراً ويمتد من النقطة الثلاثية مع سوريا في الغرب إلى النقطة الثلاثية مع إيران في الشرق.

## الوصف
تبدأ الحدود من الغرب عند نقطة ثلاثية مع سوريا عند التقاء نهر دجلة ونهر الخابور الصغير. ثم تتبع النهر الأخير باتجاه الشرق، ثم إلى الشمال الشرقي. ثم تتحول الحدود شرقاً برا عبر سلسلة من الخطوط غير المنتظمة فوق قمم الجبال والجداول الصغيرة، وتتحول في النهاية جنوباً لتتصل بنهر حاجي باك (حجيبي سويو). ثم تتبع هذا النهر شمال شرق إلى النقطة الثلاثية الإيرانية. المنطقة الحدودية جبلية ويسكنها الأكراد بشكل شبه حصري من الجانبين.

## التاريخ
في بداية القرن العشرين، سيطرت الإمبراطورية العثمانية على ما يعرف الآن بتركيا والعراق. خلال الحرب العالمية الأولى، نجحت الثورة العربية بدعم من بريطانيا، في إخراج العثمانيين من معظم أنحاء الشرق الأوسط. نتيجة لاتفاقية سايكس بيكو الأنجلو-فرنسية السرية لعام 1916، سيطرت بريطانيا على الولايات العثمانية في الموصل وبغداد والبصرة، والتي نظمتها في عهد العراق عام 1920.

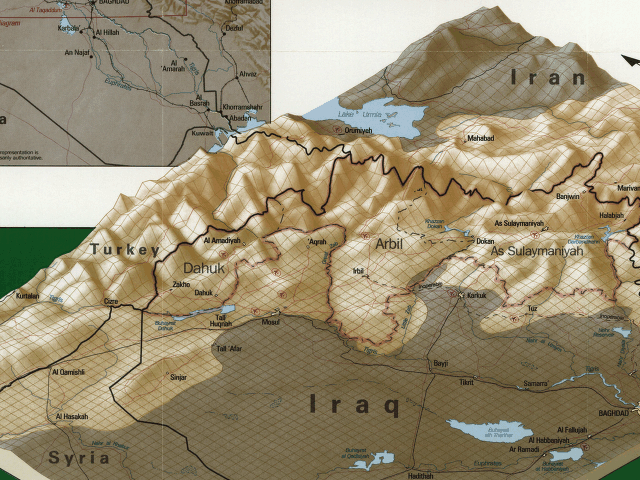
الخريطة الطبوغرافية للمنطقة الحدودية

بحلول عام 1920 وحسب معاهدة سيفر الأناضول تم تقسيم تركيا، مع إدراج المناطق الواقعة شمال ولاية الموصل ضمن دولة كردية مستقلة أو مستقلة. غضب القوميون الأتراك من المعاهدة، مما ساهم في اندلاع حرب الاستقلال التركية؛ أدى النجاح التركي في هذا الصراع إلى إهمال سيفر. بموجب معاهدة لوزان لعام 1923، تم الاعتراف باستقلال تركيا وتم الاتفاق على تسوية إقليمية أكثر سخاء، وإن كان ذلك على حساب تخلي تركيا رسميًا عن أي مطالبة بالأراضي العربية. كتدبير مؤقت، كان من المفترض أن تكون الحدود الشمالية السابقة لولاية الموصل بمثابة حدود بين العراق الذي تسيطر عليه بريطانيا وتركيا، مع ترسيم أكثر دقة يتم الاتفاق عليه لاحقًا.
التقى المسؤولون البريطانيون والأتراك في عام 1924 لكنهم لم يتمكنوا من تحديد حدود مرضية للطرفين، وتمت إحالة الأمر إلى عصبة الأمم. في تشرين الأول (أكتوبر) 1925، اقترحت العصبة حدودًا («خط بروكسل») كانت في الأساس مماثلة للحدود الشمالية لولاية الموصل القديمة. بعد مزيد من المداولات، أوصت العصبة رسميًا في يوليو 1925 باستخدام خط بروكسل، وهي وجهة نظر أقرتها المحكمة الدائمة للعدل الدولي في لاهاي في نوفمبر 1925. في 5 يونيو 1926، وقعت بريطانيا وتركيا على معاهدة أنقرة، والتي بموجبها اعترفت الدولتان بخط بروكسل (مع بعض التعديلات الطفيفة) كحدود. ثم تم ترسيم الحدود على الأرض عام 1927.
توترت العلاقات الودية بشكل عام بين العراق وتركيا في أعقاب حرب الخليج (1990-1991). أدى ذلك إلى إنشاء منطقة كردية تتمتع بالحكم الذاتي في شمال العراق والتي وفرت ملاذاً للمقاتلين الأكراد العاملين في جنوب شرق تركيا. منذ ذلك الحين، نفذت تركيا العديد من التوغلات العسكرية عبر الحدود في محاولة لمواجهة ما تعتبره إرهابًا كرديًا.

## المنافذ الحدودية
طول الحدود 362 كيلومتراً، منها 300 كيلومتر برية، ضمن محافظتي أربيل ودهوك، و62 كيلومتراً هي نهر الديسل ضمن محافظة دهوك، أحد روافد نهر دجلة، والحدود العراقية التركية هي منطقة وعرة جداً، خصوصاً عندما نتجه في الشمال الشرقي بالمثلث العراقي التركي الإيراني فإن تضاريسها وعرة جداً ومغطاة بالثلوج خلال نصف العام سنوياً.
على طول الحدود ثلاثة منافذ بين الدولتين، اثنان منهما لحركة مرور المركبات وواحد لحركة مرور المركبات والسكك الحديدية. الخابور، الأكثر ازدحامًا، هو من بين أكثر نقاط التفتيش الحدودية ازدحامًا في العالم.
| نقطة تفتيش تركية | المحافظة | نقطة تفتيش عراقية | المحافظة | افتتح               | الطريق في تركيا | الطريق في العراق | الحالة |
| ---------------- | -------- | ----------------- | -------- | ------------------- | --------------- | ---------------- | ------ |
| هابور            | شرناق    | زاخو              | دهوك     | 18 يوليو 1969       |                 |                  | افتح   |
| Gülyazı          | شرناق    | ؟                 | ؟        | 24 يناير 2012       | ؟               | ؟                | مغلق   |
| شمدينلي          | حكاري    | ؟                 | ؟        | 14 شباط/فبراير 2011 | ؟               | ؟                | مغلق   |
| تشوكورجه         | حكاري    | ؟                 | ؟        | 7 أيار/مايو 2015    | ؟               | ؟                | افتح   |

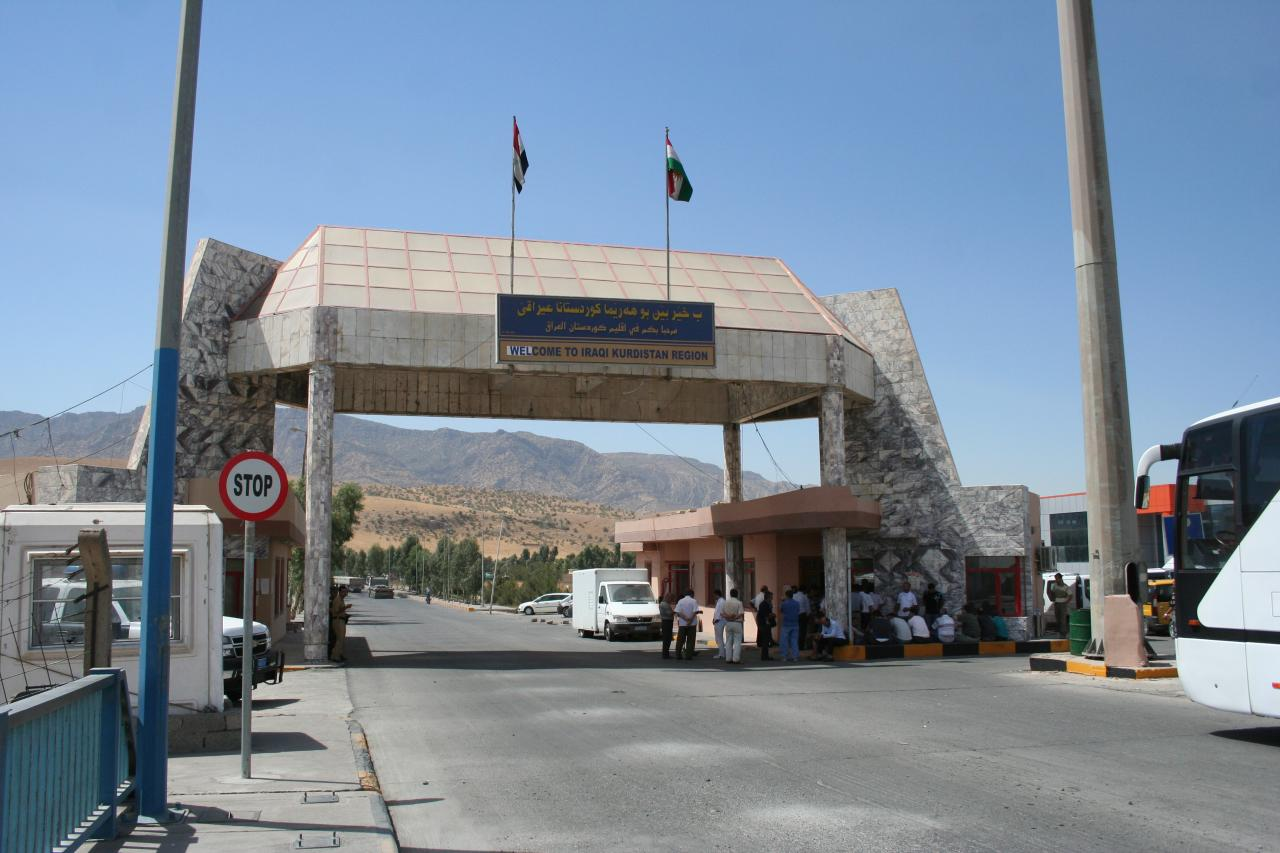
المعبر الحدودي عند إبراهيم الخليل

المنفذ الرئيسي هو منفذ إبراهيم الخليل الحدودي.

## المخافر الحدودية
حتى سنة 2024 شرعَ العراق ببناء أكثر من 27 مخفراً.